# Scotts (Band)
Scotts ist eine moderne Dansband aus Lidköping in Schweden. 2008 landete Scotts auf dem zweiten Platz im Dansbandskampen. Im Jahr 2009 nahm Scotts beim Melodifestivalen mit dem Titel Jag tror på oss teil.

## Diskografie

### Alben
| Jahr | Titel           | Höchstplatzierung, Gesamtwochen, AuszeichnungChartsChartplatzierungen (Jahr, Titel, Platzierungen, Wochen, Auszeichnungen, Anmerkungen) | Anmerkungen |
| Jahr | Titel           | SE | Anmerkungen |
| ---- | --------------- | --- | ----------- |
| 2008 | På vårt sätt    | SE1 Platin · (16 Wo.)SE |             |
| 2009 | Längtan         | SE1 Gold · (9 Wo.)SE |             |
| 2010 | Vi gör det igen | SE4 (10 Wo.)SE |             |
| 2014 | Tre år senare   | SE15 (1 Wo.)SE |             |

Weitere Alben
- 1992: Om det känns rätt
- 2009: Upp till dans

### Singles
| Jahr | Titel Album             | Höchstplatzierung, Gesamtwochen, AuszeichnungChartsChartplatzierungen (Jahr, Titel, Album, Platzierungen, Wochen, Auszeichnungen, Anmerkungen) | Anmerkungen |
| Jahr | Titel Album             | SE | Anmerkungen |
| ---- | ----------------------- | --- | ----------- |
| 2008 | Om igen På vårt sätt    | SE27 (4 Wo.)SE |             |
| 2009 | Jag tror på oss Längtan | SE32 (3 Wo.)SE |             |

Weitere Singles
- 2001: En blick, en dans, en kyss (One Dance, One Rose, One Kiss)
- 2004: Du
- 2006: Big Boys'n Pink Ladies

### Videoalben
- 2010: På väg till Malung med Scotts